# Joel Brand
Pour les articles homonymes, voir Brand.
Joel Brand, né le 25 avril 1906 ou 1907 à Năsăud (Hongrie) et mort le 13 juillet 1964 à Bad Kissingen (Allemagne), est un juif hongrois, membre du Comité d'aide et de secours d'Israël Kasztner.

## Biographie
Il déménage avec sa famille en 1910 en Allemagne, pays où Brand devient communiste. Matelot, puis négociant à Erfurt, il fut brièvement arrêté en Allemagne en 1934 après l'incendie du Reichstag, puis émigra à Budapest. Devenu sioniste, il rejoignit le Mapai et se maria en 1935 avec Hansi Hartmann.
En 1941, son frère fut déporté. Sa belle-sœur fut aussi déportée lors de la rafle de Kamianets-Podilskyï (juillet 1941). Il donna alors de l'argent à un espion hongrois, Josezf Krem, afin de sauver sa belle-sœur d'une mort certaine, puis de faire exfiltrer sa belle-famille. Il s'impliqua ensuite dans la contrebande et dans l'aide aux réfugiés polonais et slovaques qui tentaient de passer la frontière hongroise, alors encore refuge relatif contre les persécutions.
Après l'occupation de la Hongrie en mars 1944, le Comité d'aide et de secours de Kasztner fut impliqué dans des négociations avec le représentant du RSHA IV, chargé des « affaires juives », à Budapest, Adolf Eichmann.
Le 17 mai 1944, il fut envoyé à Istanbul par les autorités allemandes, représentées par Adolf Eichmann, afin de proposer à l'Agence juive d'échanger « un million de Juifs contre dix mille camions » (ainsi que du thé, du café, du savon, etc.) qui seraient fournis par les Alliés. Le 26 mai 1944 David Ben Gourion mis au courant par un responsable de l'Agence juive informa le haut commissaire britannique. Le comité ministériel britannique aux réfugiés dont faisait partie le ministre des Affaires étrangères britannique Anthony Eden réfléchit à la proposition d'Eichmann mais les Anglais suspectèrent que les Allemands voulaient par ruse faire éclater l'alliance avec les Russes, ajouté à cela la crainte de voir arriver des dizaines de milliers de réfugiés Juifs en Palestine, refusèrent la proposition et conseillèrent aux Américains d'en faire autant. Le point de savoir si le Reichsführer Himmler était informé de cette proposition, qui visait aussi à préparer une éventuelle paix séparée, fait débat.
Aux côtés de Brand, les Allemands avaient envoyé Bandi Grosz, un espion juif (mais baptisé), chargé par le Sicherheitsdienst (SD) de négocier une paix séparée avec les Américains ou les Britanniques, qui aurait exclu l'URSS et peut-être aussi Hitler. Certaines sources, dont Brandt lui-même lors du procès Eichmann, affirment que Grosz était en fait un agent double travaillant également pour les Alliés.
La sincérité de la proposition demeure controversée à ce jour. L'historien Raoul Hilberg affirme qu'on ne peut que spéculer à son sujet. L'historien Miroslav Kárný (en), qui rappelle que contrairement à la parole donnée Eichmann a ordonné des déportations au lendemain de l'offre faite, et qu'en outre il ne restait déjà plus « un million de Juifs » dans le Reich, considère qu'il s'agit sans aucun doute d'un leurre.
Lorsque Brand aurait demandé à Eichmann comment être assuré que la proposition soit honorée, Eichmann aurait répondu non seulement que les « escrocs » étaient les Juifs, pas les Allemands, et qu'il était prêt à « dissoudre Auschwitz » (acte qui dépassait sa compétence) et délivrerait progressivement les Juifs promis en fonction des camions et du matériel fourni. Selon un témoignage ultérieur de Brand, l’Untersturmbannführer Kurt A. Becher, émissaire spécial d'Himmler, et Gerhard Clages, chef du Service de sécurité d'Himmler à Budapest, auraient été présents lors de ces négociations.
D'Istanbul, ils se rendirent en Syrie, où ils furent arrêtés et menés au Caire pour être interrogés par les Alliés. Si la proposition fut refusée, Brand fut relâché et envoyé en Palestine. Il meurt en Israël en 1964, quelques années après le procès Kastner et l'assassinat de ce dernier.
Son rôle est subjectivement décrit dans L'histoire de Joel Brand (Die Geschichte von Joel Brand), un récit pseudo-autobiographique écrit par Alex Weissberg et par lui-même.
En 1958, il fait une tournée de conférences dans des universités populaires en Europe.

### Théâtre
L’histoire de Joel Brand et du comité d'aide et de secours a été adaptée au théâtre par Heinar Kipphardt et mis en scène par Hubert Gignoux sous le titre Joel Brand à la Comédie de l’Est, cf. La Vie du CDE, octobre 1966, no 42